# الاعتلال الزاسبوباثي
اعتلال زاسبوباثي ،  ويُسمى أيضًا اعتلال عضلة اللييفات العضلية المرتبط بـ ZASP ، و هو صبغي جسمي سائد جديد  من ضمور العضلات التدريجي،و تم وصفه لأول مرة في عام 2005.

## سبب المرض
يشتمل المرض على أشكال متعددة من الاعتلالات العضلية البعيدة والقريبة عن مركز الجسم، وينشأ بسبب طفرات في الجين المعروف باسم ZASP. 

## الفسيولوجيا المرضية
يقع جين ZASP في الكروموسوم 10 ، ويشفر أيضًا ما يسمى بالبروتين المرتبط بالقرص Z. وتؤدي الطفرات في هذا تكوين البروتين إلى تفكك القرص Z للعناصر الانقباضية ( الألياف العضلية ) في خلايا العضلات.[بحاجة لمصدر]
يمكن أن تؤدي الطفرات في العديد من البروتينات الأخرى المرتبطة بالقرص Z، مثل الديسمين ، وألفا-بي-كريستالين ، وميوتيلين، إلى أمراض أخرى مماثلة لاعتلال الزاسبوباثي.[بحاجة لمصدر]